# Николаевка (Тернопольская область)
Николаевка (укр. Миколаївка) — село в Золотопотокской поселковой общине Чортковского района Тернопольской области Украины.
До 2020 года входило в Бучачский район.
Код КОАТУУ — 6121283801. Население по переписи 2001 года составляло 518 человек.

## Географическое положение
Село Николаевка находится на левом берегу реки Днестр,
выше по течению на расстоянии в 2 км расположено село Костыльники,
ниже по течению на расстоянии в 0,5 км расположено село Губин,
на противоположном берегу — село Копачинцы.

## История
- 1785 год — первое упоминание о селе.

## Объекты социальной сферы
- Школа I—II ст.
- Клуб.
- Фельдшерско-акушерский пункт.